# Dorsale de Gakkel
Pour les articles homonymes, voir Gakkel.
La dorsale de Gakkel constitue la partie nord de la dorsale médio-atlantique, chaîne de montagnes volcaniques qui traverse le milieu de l’océan Arctique. 

## Localisation

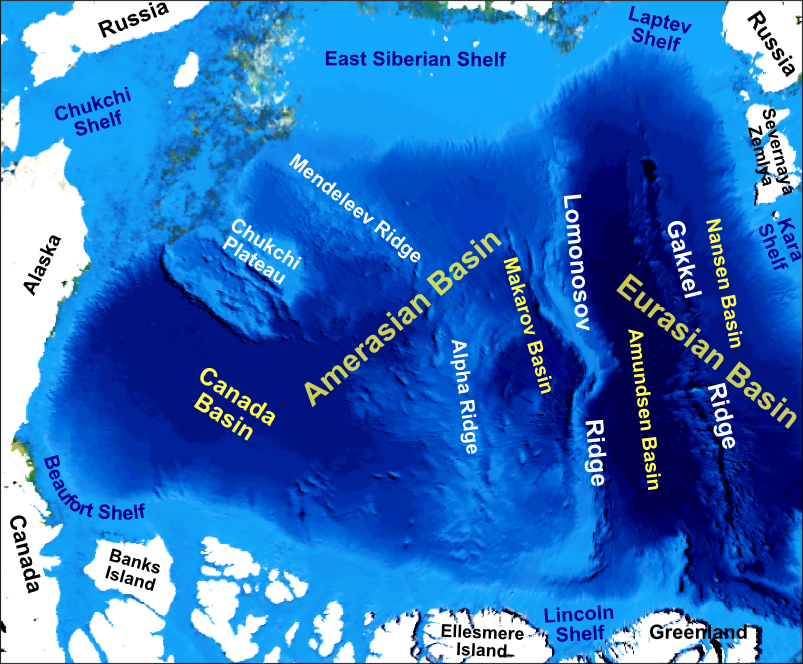
Principales caractéristiques bathymétriques et topographiques de l'océan Arctique. La dorsale de Gakkel ("Gakkel Ridge") où l´on a découvert l'existence de lokiarchaeotes, est à la droite de la carte, au nord de la Sibérie et de l'Europe, et atteint la partie nord de l'océan Atlantique.

Longue de quelque 1 600 kilomètres, cette dorsale coupe l'océan Arctique en deux : d’un côté le Groenland, de l’autre la Sibérie. 
Des dorsales médio-océaniques, c’est celle qui est située à la plus grande profondeur : entre 3 et 5 km sous le niveau de l'océan.

## Historique
Cette dorsale est nommée « Gakkel » en 1966 en l'honneur de son découvreur, l’explorateur soviétique Yakov Yakovlevitch Gakkel (1901-1965).
En 2001, une équipe de la Woods Hole Oceanographic Institution découvrent sur la dorsale Gakkel des indices de monts hydrothermaux. Six ans plus tard, une équipe internationale de scientifiques se rend sur place pour mener l'enquête. Les sources hydrothermales du château de Loki sont découvertes à la mi-juillet 2008.
En principe les dorsales lentes ne sont pas le site d'un volcanisme actif ni d'une activité hydrothermale, mais huit fumeurs noirs ont été découverts depuis 2014 sur la dorsale de Gakkel, sous la banquise,.